# Demo Rinpoché
Demo Rinpoché ou Demo tulkou est une lignée de tulkou responsable du monastère de Tengyeling à Lhassa et de celui de Demo (zh), à Linzhi, aussi écrit Nyingchi, dans le Kongpo.

## Lignée des Démo Rinpochés
1. Konchok Jungney (1374-1453)
2. Paljor Tashi (1454-1526)
3. Lhawang Chogley Namgyel (1527-1622)
4. Lhawang Tenpa Gyeltsen (1623-1668), accompagne le 5e dalaï-lama à Pékin en 1652
5. Ngawang Gelek Gyeltsen (1670-1723)
6. Ngawang Jampa Delek Gyatso (1724-1777), 1er Démo à être régent (1757-1777)
7. Ngawang Lobsang Thubten Jigme Gyatso (1778-1819), enseignant du 9e dalaï-lama, 2e Démo régent (1811-1819)
8. Wangyal Dondrup (vers 1820-1855), banni au Kokonor
9. Ngawang Lobsang Trinley Rabgyé (1855-1899)
10. Tenzin Gyatso (1901-1973, mort après des persécutions durant la révolution culturelle
11. 11e Demo Rinpoché, vit en exil[1],[2]